# Białki (powiat wołomiński)
Białki – wieś w Polsce położona w województwie mazowieckim, w powiecie wołomińskim, w gminie Tłuszcz. Ma status sołectwa.
W latach 1975–1998 miejscowość należała administracyjnie do województwa ostrołęckiego.
Wierni Kościoła rzymskokatolickiego należą do parafii Świętej Trójcy w Sulejowie lub do parafii św. Stanisława w Postoliskach.